# La Argentina (Huila)
Pour les articles homonymes, voir La Argentina.
La Argentina est une municipalité située dans le département de Huila, en Colombie.